# لورن هیل (بازیکن بسکتبال)
لورن هیل (انگلیسی: Lauren Hill; ۱ اکتبر ۱۹۹۵ – ۱۰ آوریل ۲۰۱۵) بازیکن بسکتبال اهل ایالات متحده آمریکا بود.